# Potentilla crassinervia
Potentilla crassinervia är en rosväxtart som beskrevs av Domenico Viviani. Potentilla crassinervia ingår i Fingerörtssläktet som ingår i familjen rosväxter.

## Underarter
Arten delas in i följande underarter:
- P. c. glabriuscula
- P. c. genuina
- P. c. viscosa
- P. c. glauca